# ティレル・010
ティレル・010（Tyrrell 010）は、ティレルが1980年のF1世界選手権参戦用に開発したF1マシン。設計はモーリス・フィリップ。最高成績は4位。
1981年シーズンも開幕戦から第11戦まで使用された。

## 概要
010はそれまでのマシン同様にフォード-コスワースDFVを搭載し、1980年シーズンの第3戦、南アフリカグランプリでデビューを果たした。ドライバーはジャン＝ピエール・ジャリエとデレック・デイリー。第8戦イギリスGP(ブランズ・ハッチ)ではデイリーが4位、ジャリエが5位とダブル入賞を果たした。シーズン終盤の2戦ではケン・ティレルがスペアカーをサードカーとしてエントリーし、18歳の若さでイギリスF3チャンピオンとなった新鋭マイク・サックウェルを抜擢。このサードカーによりサックウェルをF1デビューさせて19歳182日のF1最年少出走記録を樹立するが、決勝ではマシンにトラブルが出たチームメイトに再スタート時マシンを譲ったためサックウェルはDNFとなった。（なお、2022年現在のF1最年少デビュー記録はマックス・フェルスタッペンの17歳165日）。010でチームは計4度の入賞を記録し、9ポイントを獲得した。
チームは1981年シーズンも引き続いて010を使用した。No.1シートにアメリカ人ドライバーのエディ・チーバーと契約。アメリカでの開幕戦（アメリカ西GP）だったこともあり、開幕のみセカンドシートにもアメリカ人のケビン・コーガンを起用したが、コーガンは0.07秒タイムが足りず予選を突破することが出来なかった。第2戦と第3戦の南米ラウンド（ブラジルGP&アルゼンチンGP）では、アルゼンチン人ドライバーのリカルド・ズニーノを起用、彼は2戦とも13位で完走した。ヨーロッパラウンドに入るとミナルディF2での走りをケン・ティレルがかねてより注目していたイタリア人ドライバーの新人ミケーレ・アルボレートを起用し、第4戦サンマリノGPでF1デビューさせた。
ティレルは1981年7月に、010に代わる新型の011を完成させた。チーバーは010で第9戦イギリスGP（シルバーストン）決勝レースを4位の好結果で終えるが、このレースはチーバーが010に乗った最後の機会となった。次戦ドイツGPからチーバーのみ新車011をドライブした。アルボレートは第11戦オーストリアGPまで010で参戦し、旧型となっていたマシンによりリタイアが多く予選落ちも経験した。010の最後のレースはアルボレートによる第11戦オーストリアGPで、予選22位、決勝は40ラップ目にギアボックスのトラブルでリタイアした。第12戦オランダGPを前にチームメイトのチーバーから3戦遅れでようやくアルボレート用の011も完成し、010での参戦は終了となった。1981年シーズンの010はチーバーによる4度の6位以内入賞を記録し、8ポイントを獲得した。

## F1における全成績
(key) （太字はポールポジション）
| 年     | チーム                       | エンジン            | タイヤ | No. | ドライバー   | 1   | 2   | 3   | 4   | 5   | 6   | 7   | 8   | 9   | 10  | 11  | 12  | 13  | 14  | 15  | ポイント | 順位 |
| ------ | ---------------------------- | ------------------- | ------ | --- | ------------ | --- | --- | --- | --- | --- | --- | --- | --- | --- | --- | --- | --- | --- | --- | --- | -------- | ---- |
| 1980年 | キャンディ・チーム・ティレル | コスワースDFV V8 NA | G      |     |              | ARG | BRA | RSA | USW | BEL | MON | FRA | GBR | GER | AUT | NED | ITA | CAN | USA |     | 12*      | 6位  |
| 1980年 | キャンディ・チーム・ティレル | コスワースDFV V8 NA | G      | 3   | デイリー     |     |     | Ret | 8   | 9   | Ret | 11  | 4   | 10  | Ret | Ret | Ret | Ret | Ret |     | 12*      | 6位  |
| 1980年 | キャンディ・チーム・ティレル | コスワースDFV V8 NA | G      | 4   | ジャリエ     |     |     | 7   | Ret | 5   | Ret | 14  | 5   | 15  | Ret | 5   | 13  | 7   | NC  |     | 12*      | 6位  |
| 1980年 | キャンディ・チーム・ティレル | コスワースDFV V8 NA | G      | 43  | サックウェル |     |     |     |     |     |     |     |     |     |     |     |     | Ret | DNQ |     | 12*      | 6位  |
| 1981年 | ティレル・レーシングチーム   | コスワースDFV V8 NA | M A    |     |              | USW | BRA | ARG | SMR | BEL | MON | ESP | FRA | GBR | GER | AUT | NED | ITA | CAN | CPL | 10**     | 10位 |
| 1981年 | ティレル・レーシングチーム   | コスワースDFV V8 NA | M A    | 3   | チーバー     | 5   | NC  | Ret | Ret | 6   | 5   | NC  | 13  | 4   |     |     |     |     |     |     | 10**     | 10位 |
| 1981年 | ティレル・レーシングチーム   | コスワースDFV V8 NA | M A    | 4   | コーガン     | DNQ |     |     |     |     |     |     |     |     |     |     |     |     |     |     | 10**     | 10位 |
| 1981年 | ティレル・レーシングチーム   | コスワースDFV V8 NA | M A    | 4   | ズニーノ     |     | 13  | 13  |     |     |     |     |     |     |     |     |     |     |     |     | 10**     | 10位 |
| 1981年 | ティレル・レーシングチーム   | コスワースDFV V8 NA | M A    | 4   | アルボレート |     |     |     | Ret | 12  | Ret | DNQ | 16  | Ret | DNQ | Ret |     |     |     |     | 10**     | 10位 |

* ティレル・009による3ポイントを含む。

** ティレル・011による2ポイントを含む。